# سيرغي فولكوف
سيرغي فولكوف (بالروسية: Волков, Сергей Юрьевич)‏ (27 سبتمبر 1980 في روسيا - ) هو لاعب كرة قدم روسي في مركز الهجوم. لعب مع أمكار بيرم وFC Lokomotiv Kaluga ‏.

## وصلات خارجية
- سيرغي فولكوف على موقع قاعدة بيانات كرة القدم.إي يو (الإنجليزية)
- سيرغي فولكوف على موقع Soccerway.com (الإنجليزية)
- سيرغي فولكوف على موقع عالم كرة القدم.نت (الإنجليزية)